# 那霸丘殼灰介
那霸丘殼灰介（学名：Nodocoquimba nahaensis）为半花介科丘殼灰介屬下的一个种。